# Francisco de Olaechea y Garaycoechea
Francisco de Olaechea y Garaycoechea fue un militar español, que fue gobernador interino de la provincia de Costa Rica de 1739 a 1740. 
Era oriundo de Navarra la Alta. Se avecindó en Cádiz, donde casó con Josefa Feduche y Castillo, natural y vecina de Cádiz, viuda de Alejandro Pedecina. De este matrimonió nació un hijo, Pedro Bautista de Olaechea y Feduche. 
En 1732, cuando era vecino de Cádiz, fue nombrado por el rey Felipe V como gobernador y capitán general de Soconusco, en el Reino de Guatemala. 
El 15 de abril de 1739 fue nombrado como Gobernador interino de Costa Rica por don Pedro de Rivera Villalón, presidente de la Real Audiencia de Guatemala, en reemplazo de don Francisco Antonio de Carrandi y Menán. Tomó posesión de su cargo el 13 de julio de 1739.
En setiembre de 1739 solicitó a la Audiencia que le mantuviese por un año más como gobernador interino, y el clero de Cartago formuló una petición similar, porque se había ganado muchas simpatías. Sin embargo, ya desde el 22 de junio de 1738 el rey Felipe V había nombrado como gobernador en propiedad a Joan Gemmir i Lleonart y Fontanills, quien tomó posesión del cargo el 2 de junio de 1740.
Posteriormente fue alcalde mayor de Nicoya (1740),  justicia  mayor  de la misma alcaldía mayor de  Nicoya (1745) y  contador oficial real interino de las Reales Cajas de Nicaragua (1745) y de León (1751).
- Datos: Q5868022